# 皮诺切特主义

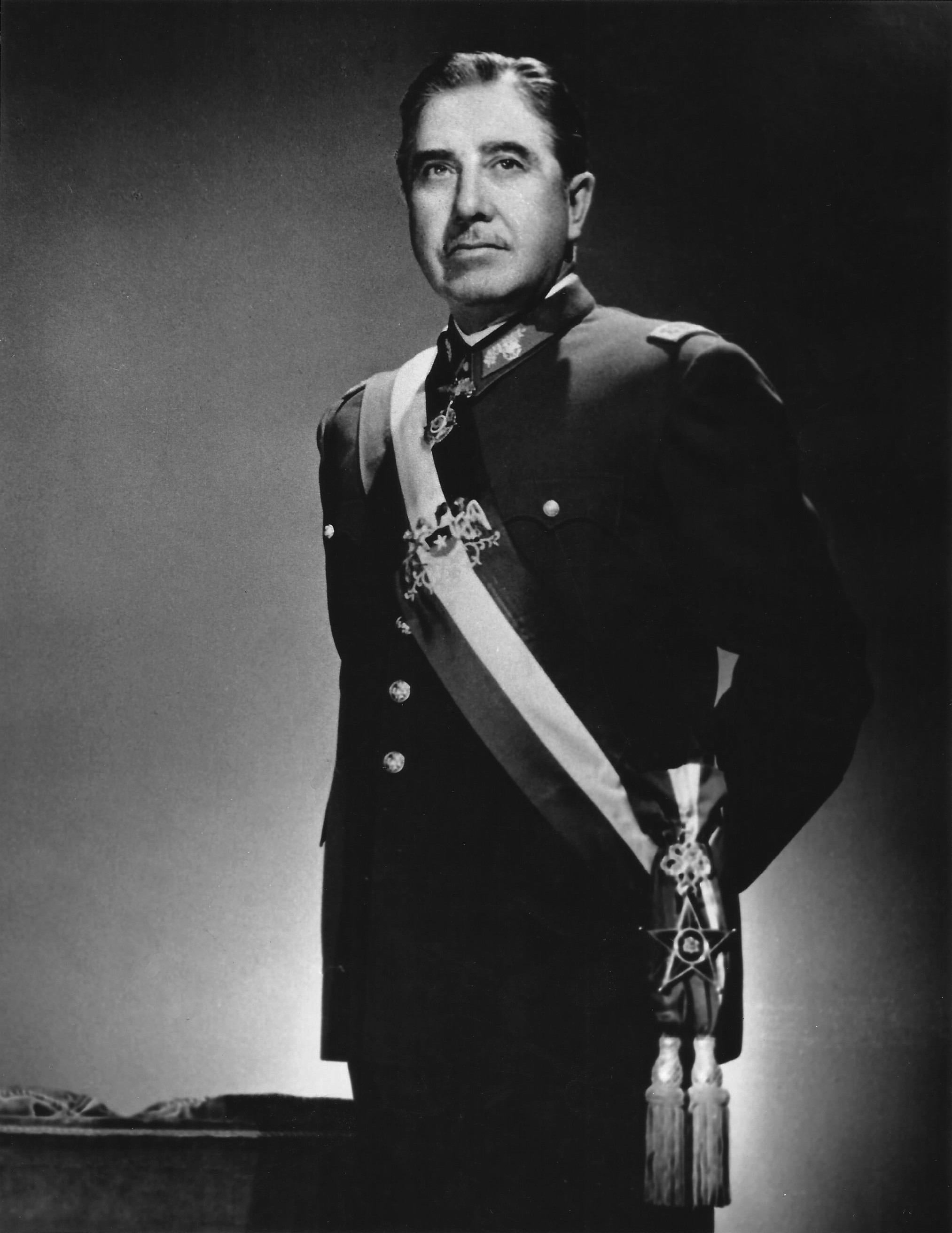
奥古斯托·皮诺切特

皮诺切特主义（西班牙語：Pinochetismo）是一种威权主义和个人崇拜性质的政治意识形态，起源于1973年—1990年由奥古斯托·皮诺切特领导的智利军事独裁政权。皮诺切特主义的立场从右翼延伸至极右翼，其主要特征包括反共产主义、保守主义、军国主义和民族主义。在皮诺切特统治下，智利经济由一群智利经济学家掌控，这些人被统称为“芝加哥男孩”，其政策被认为属于新自由主义。过去和现在支持皮诺切特独裁政权的人被称为皮诺切特主义者。